# ۱۳۷۲ (خورشیدی)
سال ۱۳۷۲ هجری خورشیدی، سالی عادی است.

## رویدادها
- خرداد: انتخاب مجدد اکبر هاشمی رفسنجانی به ریاست جمهوری
- جدا شدن استان اردبیل از استان آذربایجان شرقی.[۱]
- مرداد: تأسیس فدراسیون اسکواش جمهوری اسلامی ایران
- ۴ آذر: تأسیس شهر دیزیچه در استان اصفهان
- ۱۴ آذر: تأسیس شبکه ۳ جمهوری اسلامی ایران

## زادروزها

### فروردین

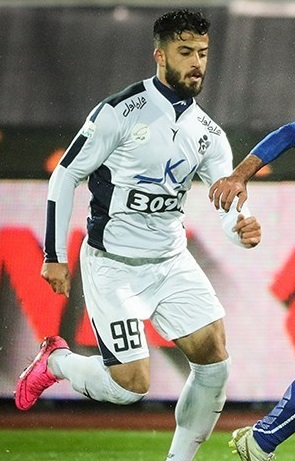
مرتضی آقاخان

آتنا محمدی

- فروردین - آتنا محمدی، فوتبالیست (مرگ ۱۳۹۶)
- ۱ فروردین - عادل مجللی، قایقران
- ۵ فروردین - فرزاد جعفری، فوتبالیست
- ۱۴ فروردین - علی‌اکبر آهکی، فوتبالیست
- ۱۶ فروردین - مرتضی آقاخان، فوتبالیست
- ۲۰ فروردین - فاطمه روحانی، تکواندوکار

### اردیبهشت

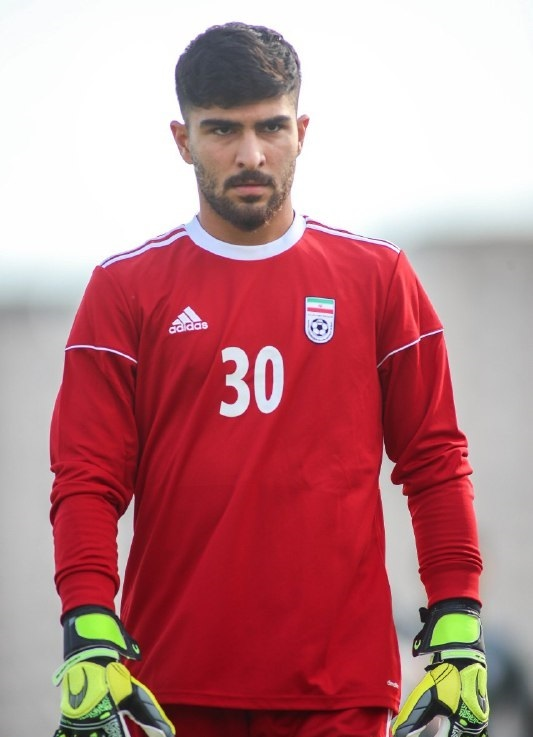
امیر عابدزاده

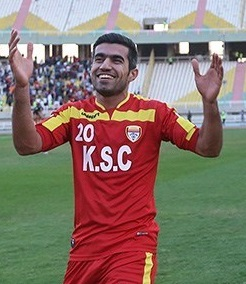
احمد عبدالله‌زاده

- ۶ اردیبهشت - امیر عابدزاده، فوتبالیست و پسر احمدرضا عابدزاده
- ۱۶ اردیبهشت - احمد عبدالله‌زاده، فوتبالیست
- ۱۷ اردیبهشت - نوید لایقی مقدم، بازیگر

### خرداد
- ۹ خرداد - سارو قهرمانی، زندانی سیاسی (مرگ ۱۳۹۶)
- ۲۴ خرداد - محمد اهل شاخه، فوتبالیست
- ۲۵ خرداد - آرمان زنگنه، بسکتبالیست

### تیر
- تیر - غزل حکیمی‌فرد، شطرنج باز

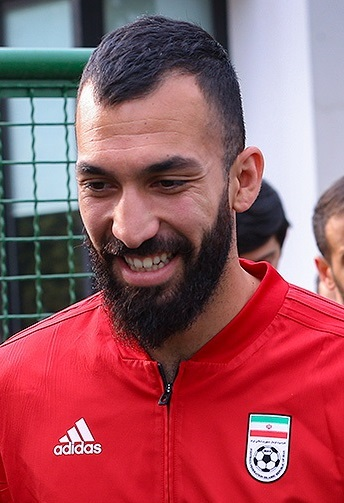
روزبه چشمی

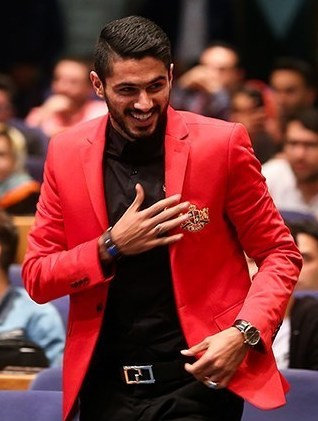
شایان مصلح

- ۱ تیر - محمدحسین مرادمند، فوتبالیست
- ۳ تیر - روزبه چشمی، فوتبالیست
- ۴ تیر - شایان مصلح، شاعر و فوتبالیست
- ۱۲ تیر - فرود ظفری، ووشوکار
- ۲۵ تیر - امیر صدیقی، بسکتبالیست
- ۳۱ تیر - نوید افکاری، کشتی گیر معترض ایرانی

### مرداد
- ۳ مرداد - احسان پهلوان، فوتبالیست
- ۱۸ مرداد - حمید صفت، خواننده

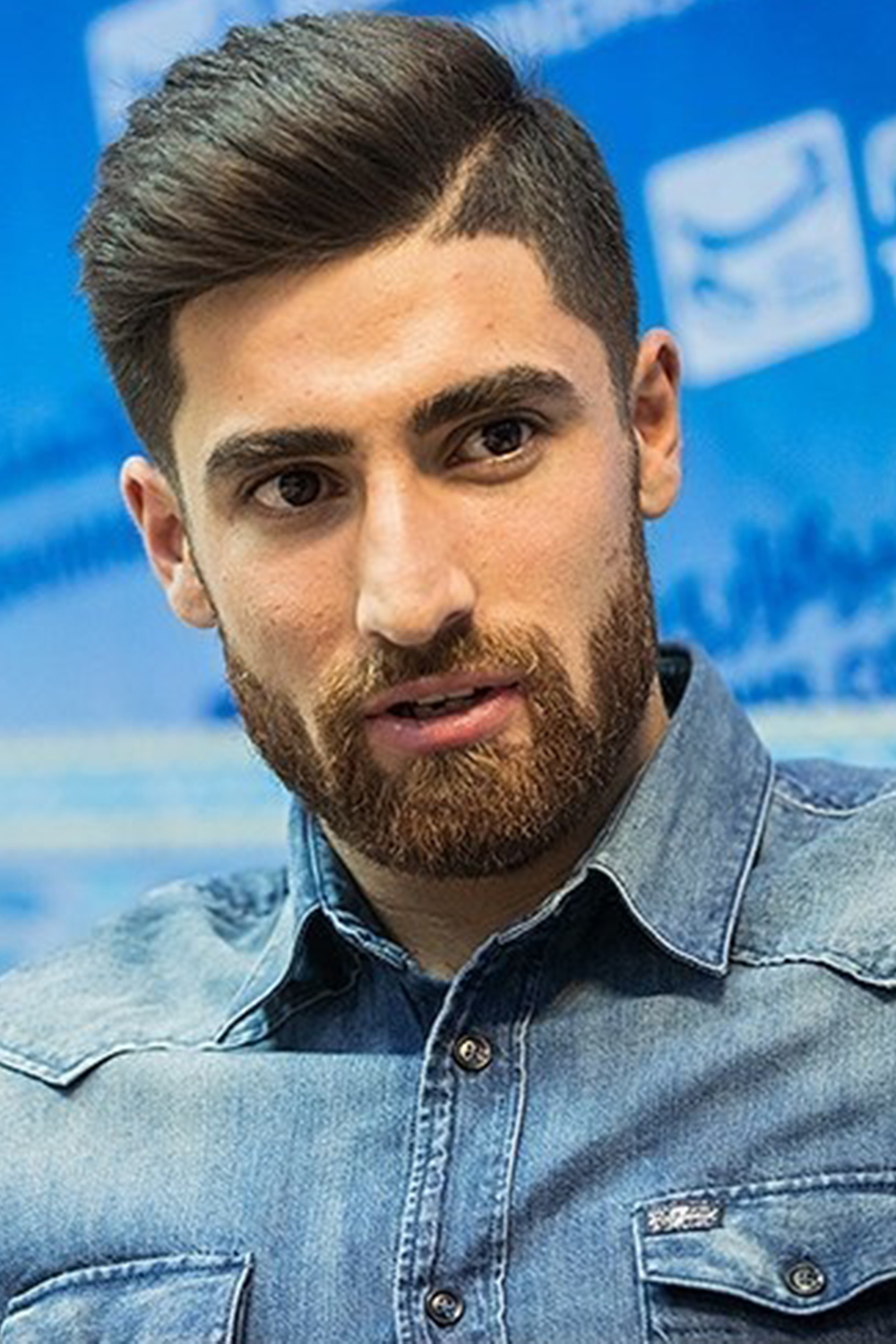
علیرضا جهانبخش

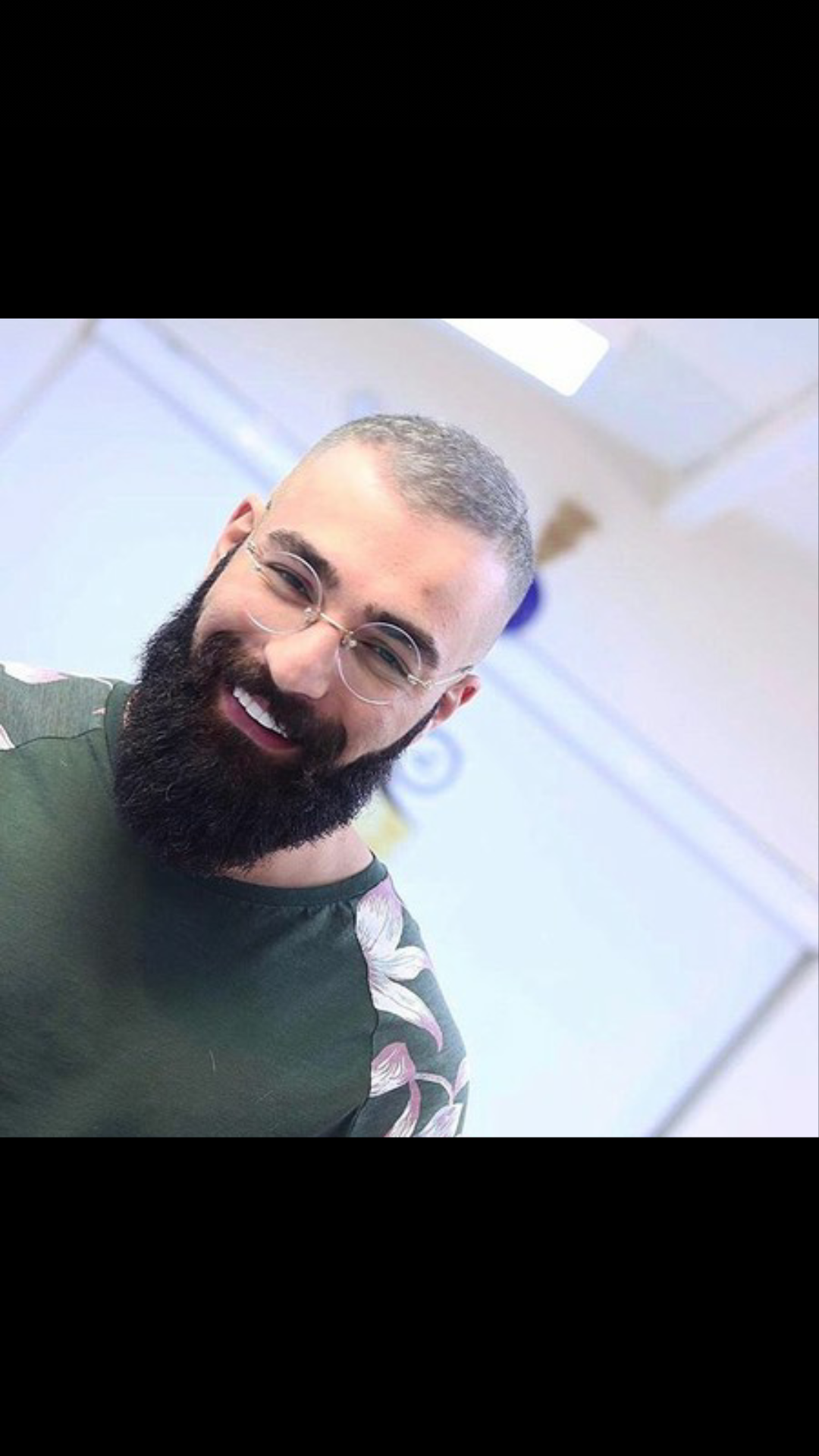
حمید صفت

- ۲۰ مرداد - علیرضا جهانبخش، فوتبالیست

### شهریور
- ۳ شهریور - شاهین ثاقبی، فوتبالیست

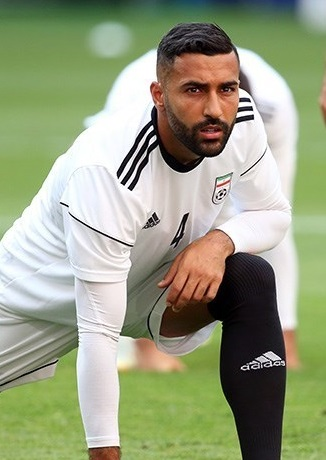
سامان قدوس

- ۱۵ شهریور - سید مصطفی صالحی‌زاده، کشتی‌گیر فرنگی کار
- ۱۵ شهریور - سامان قدوس، فوتبالیست
- ۱۹ شهریور - فرشته قربانی، تیر و کمان کار
- ۲۱ شهریور - نوید افکاری، کشتی‌گیر
- ۲۲ شهریور - شاهین ایزدیار، شناگر معلول

- ۲۴ شهریور - فروغ عباسی، اسکی باز

• نوید افکاری.

### مهر
- ۱ مهر - میلاد محمدی، فوتبالیست
- ۱ مهر - مهرداد محمدی، فوتبالیست
- ۹ مهر - محمد خلیلی، فوتبالیست

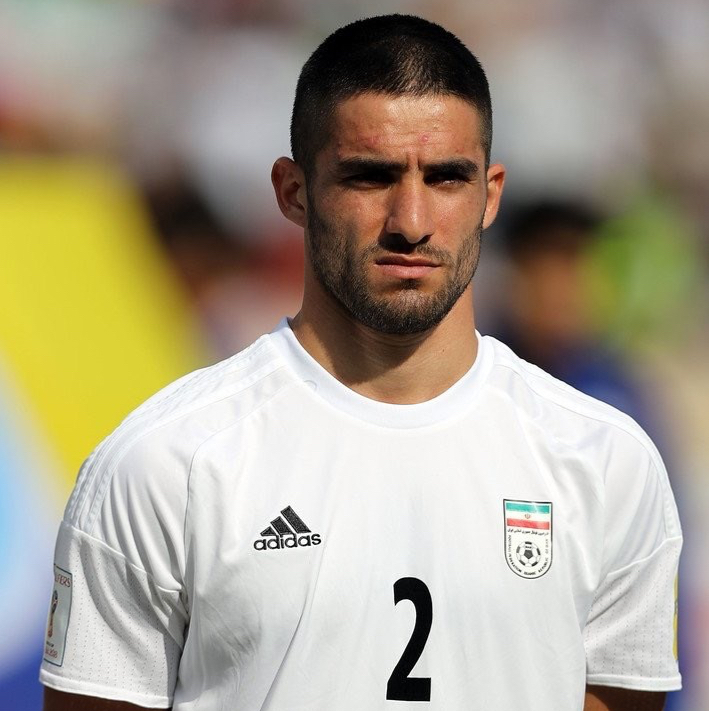
میلاد محمدی

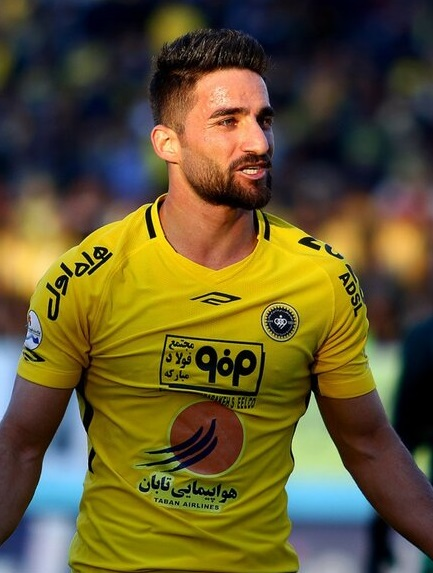
مهرداد محمدی

- ۱۱ مهر - علیرضا رفیعی‌پور، بازیکن فوتسال
- ۱۸ مهر - متین عزیزپور، بازیگر
- ۲۵ مهر - میلاد عبادی‌پور، والیبالیست
- ۲۹ مهر - پریسا احمدی، قایقران

### آبان
- آبان - علیرضا جعفری، بازیگر و برادرزاده امیر جعفری
- آبان - نیلوفر مردانی، اسکیت باز

### آذر
- ۳ آذر - فرزاد باهر ارسباران، شمشیرباز اسلحه سابر
- ۱۶ آذر - ستاره حسینی، بازیگر و عکاس
- ۲۷ آذر - محمد دانشور، دوچرخه سوار

### دی

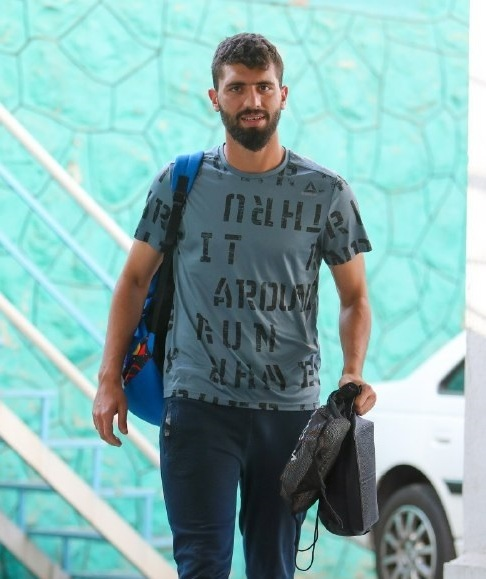
محمد دانشگر

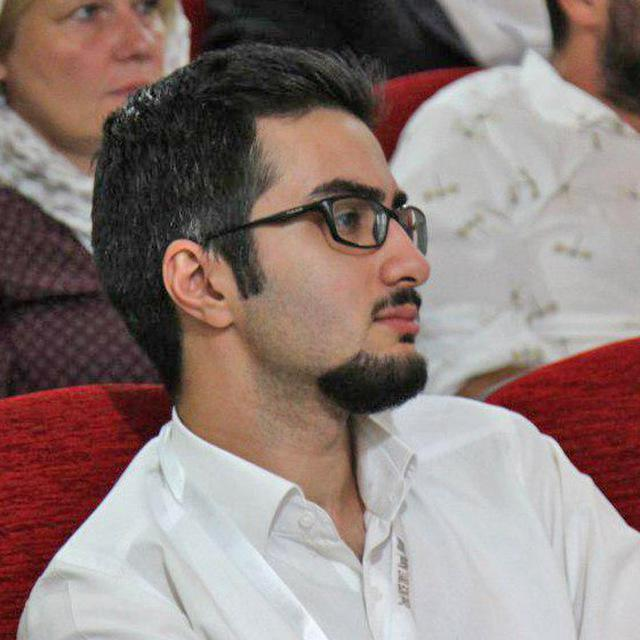
علیرضا زمانی

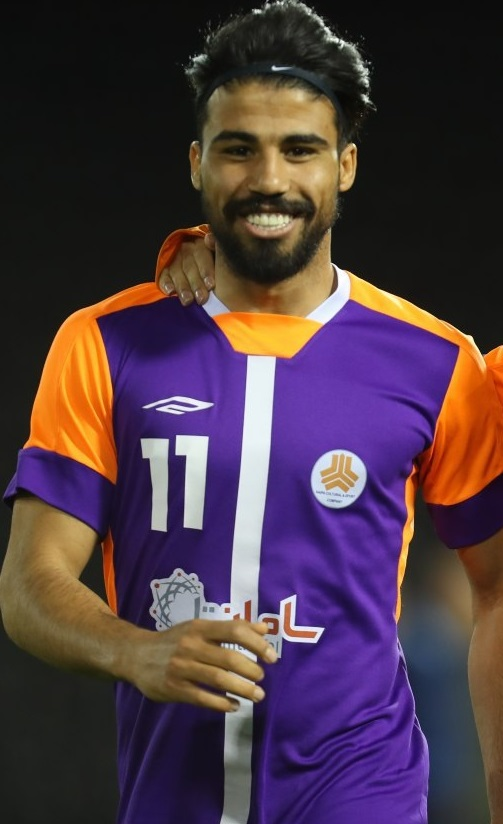
علی دشتی

- ۲۱ دی - پژمان پشتام، کشتی‌گیر فرنگی کار
- ۲۱ دی - دکتر علیرضا زمانی، جانورشناس و عنکبوت‌شناس
- ۲۲ دی - پیام بویری، کشتی‌گیر فرنگی کار
- ۲۹ دی - علی دشتی، فوتبالیست
- ۲۹ دی - لاله مرزبان، بازیگر
- ۳۰ دی - محمد دانشگر، فوتبالیست

### بهمن
- ۲۲ بهمن - علی کریمی، فوتبالیست
- ۲۵ بهمن - پیمان بابایی، فوتبالیست

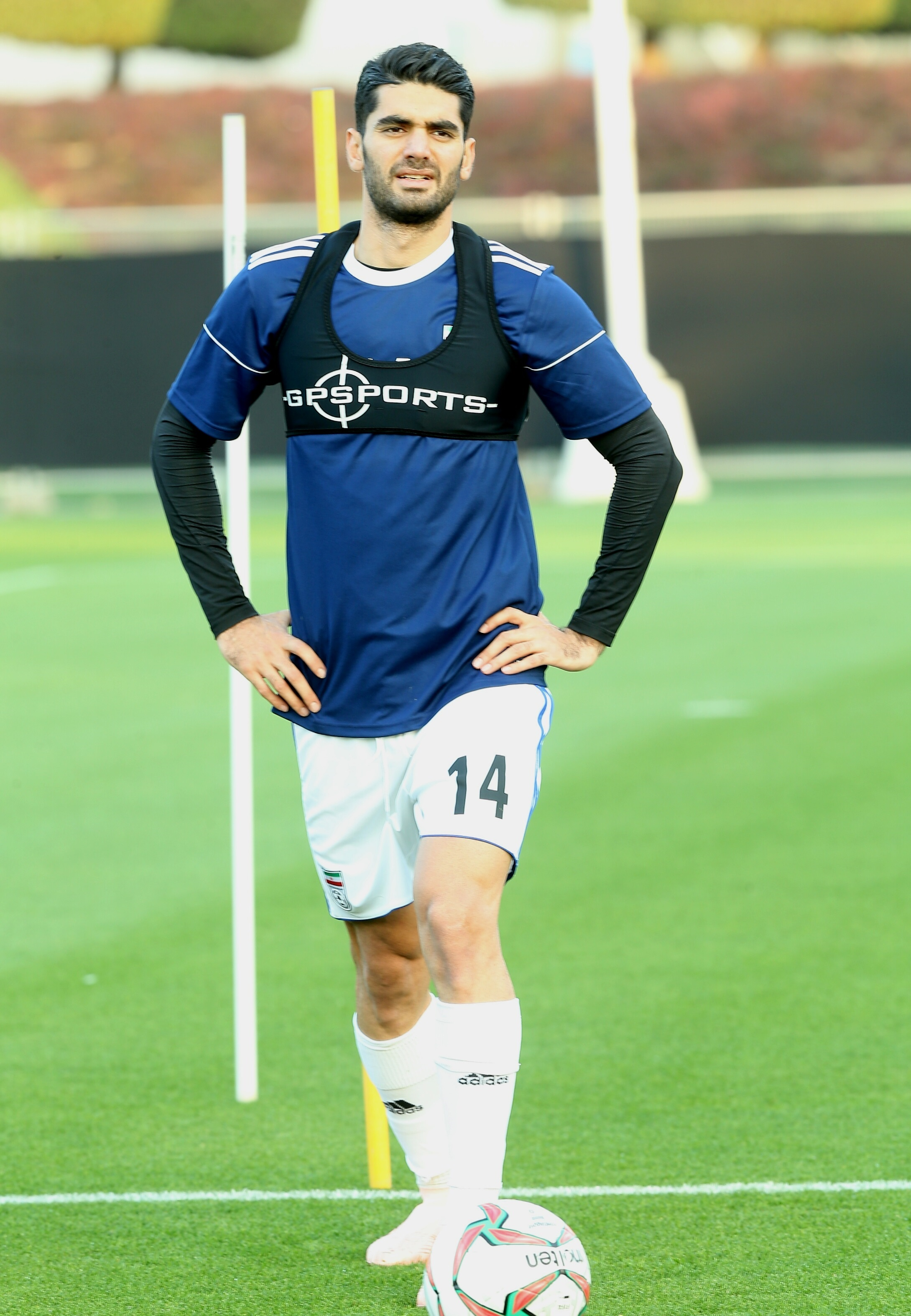
علی کریمی

- ۲۵ بهمن - امیر راهنمای رونقی، قایقران
- ۲۸ بهمن - محمدرضا مهدی‌زاده، فوتبالیست

### اسفند

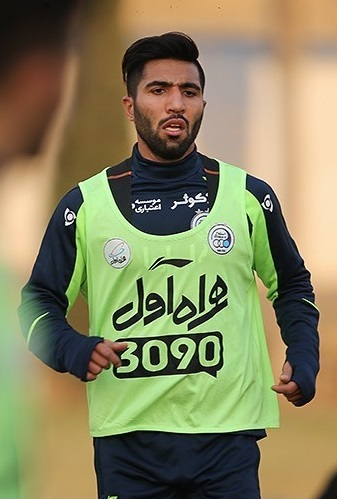
فرشید اسماعیلی

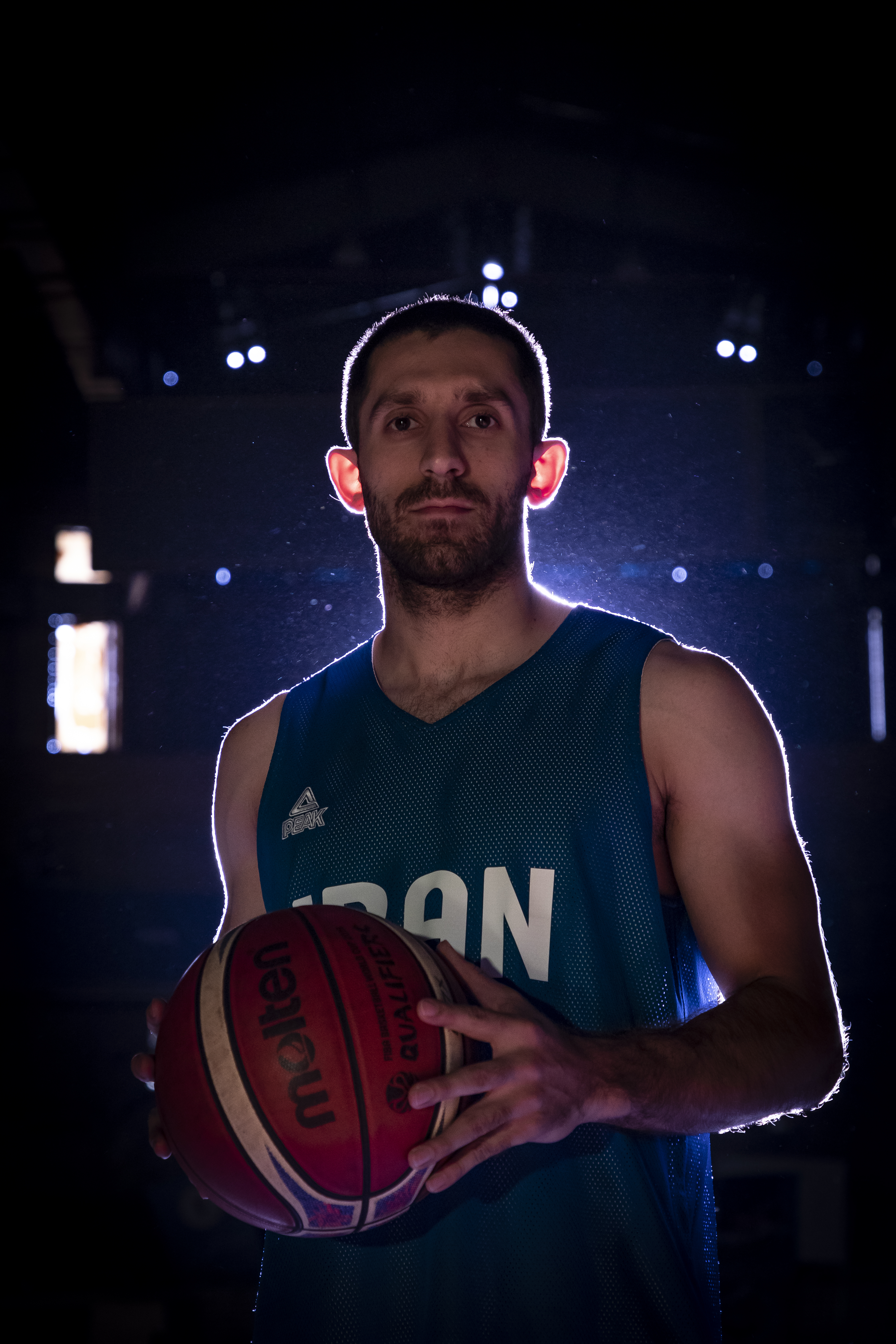
سجاد مشایخی

- ۴ اسفند - فرشید اسماعیلی، فوتبالیست
- ۴ اسفند - سجاد مشایخی، بسکتبالیست
- ۱۱ اسفند - امید جهانبخش، فوتبالیست
- ۲۲ اسفند - آرش رکنی، نوازنده پیانو
- ۲۴ اسفند - رضا علیاری، فوتبالیست
- ۲۸ اسفند - سولماز بازرگان، دو و میدانی کار

## درگذشت‌ها

### بهار
فروردین

مرتضی آوینی

محمدسعید یزدان‌پرست

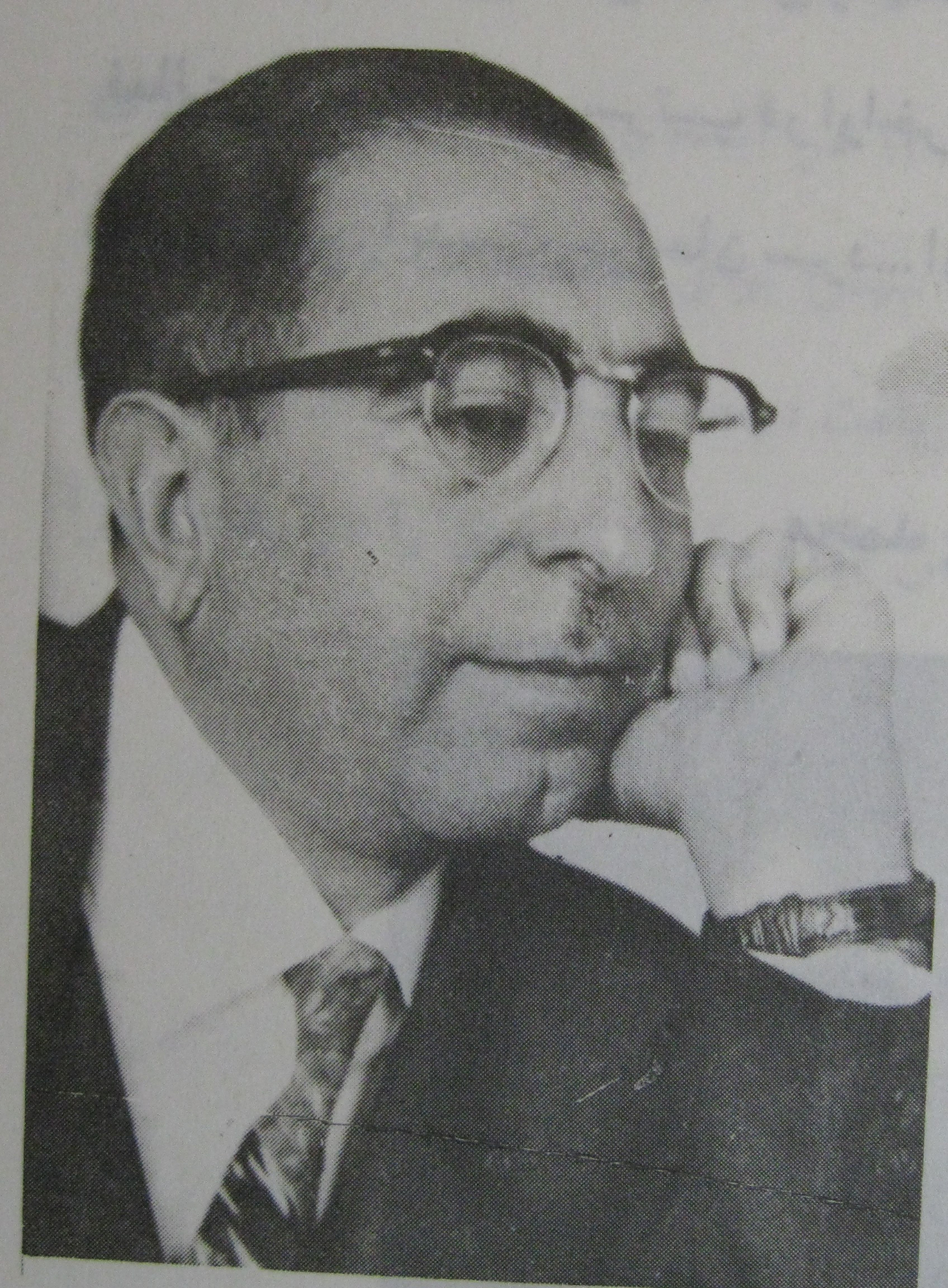
فتح‌الله پورسرتیپ

- ۱۸ فروردین - علیرضا افضلی‌پور، مهندس شیمی و بنیانگذار دانشگاه کرمان (زاده ۱۲۸۸)
- ۲۰ فروردین - شهید مرتضی آوینی، کارگردان، مستندساز، نویسنده و عکاس (زاده ۱۳۲۶)
- ۲۰ فروردین - شهید محمدسعید یزدان‌پرست، مستندساز (زاده ۱۳۴۶)

اردیبهشت
- اردیبهشت - فتح‌الله پورسرتیپ، سیاستمدار (زاده ۱۲۸۰)
- اردیبهشت - احمد فاروقی، کارگردان و نوه دختری احمدشاه قاجار (زاده ۱۳۱۷)
- ۶ اردیبهشت - حسینعلی هروی، نویسنده و مترجم (زاده ۱۲۹۷)
- ۱۵ اردیبهشت - کیهان رهگذار، بازیگر و نویسنده تئاتر (زاده ۱۳۲۶)
- ۱۶ اردیبهشت - احمد هاشمی، بازیگر (زاده ۱۳۱۸)

خرداد
- ۴ خرداد - غلامرضا کیوان سمیعی، ادیب، نویسنده و شاعر (زاده ۱۲۹۲)
- ۱۹ خرداد - ابوالقاسم جنتی عطایی، نویسنده، مترجم و روزنامه‌نگار (زاده ۱۲۹۶)

### تابستان
تیر

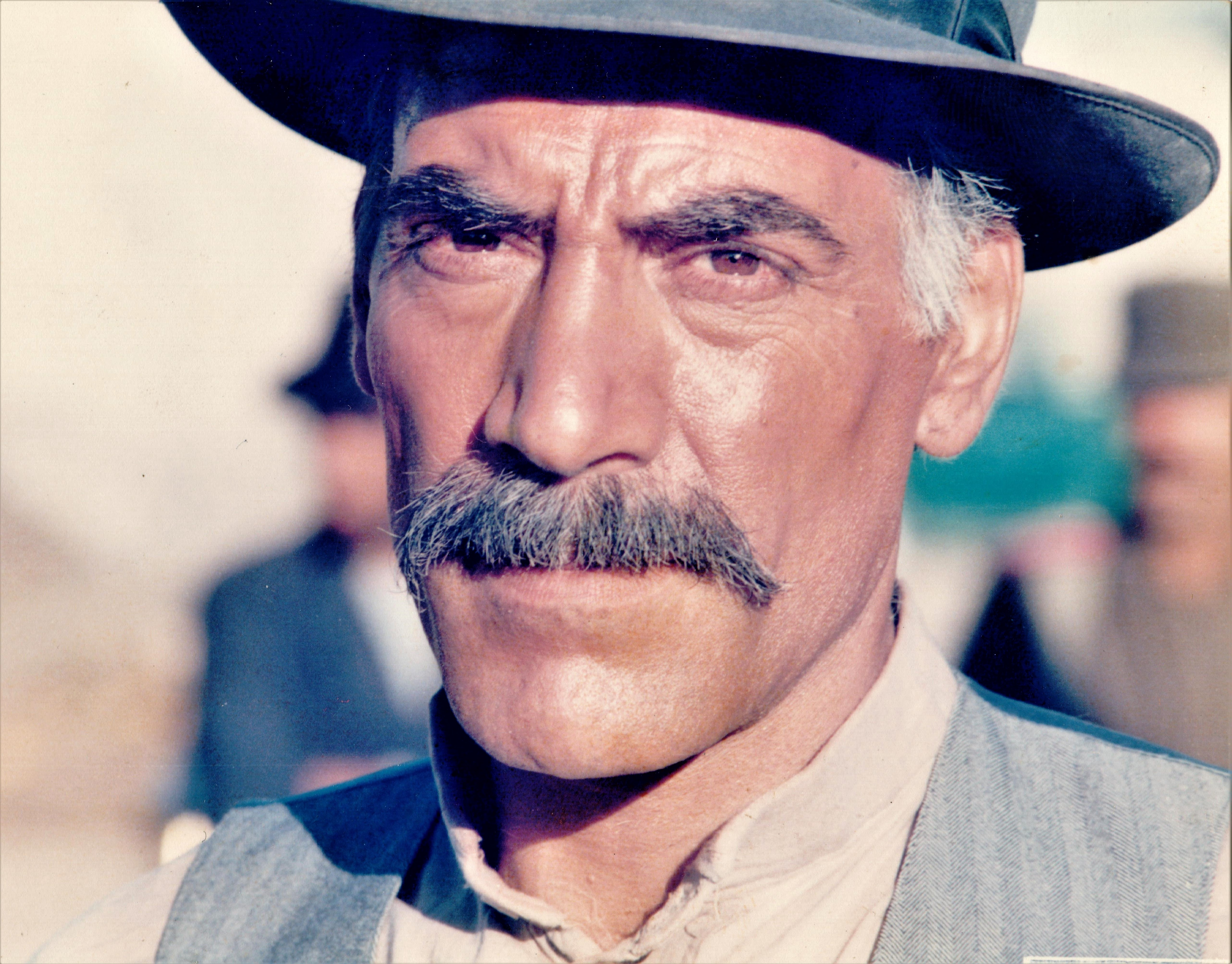
هادی اسلامی

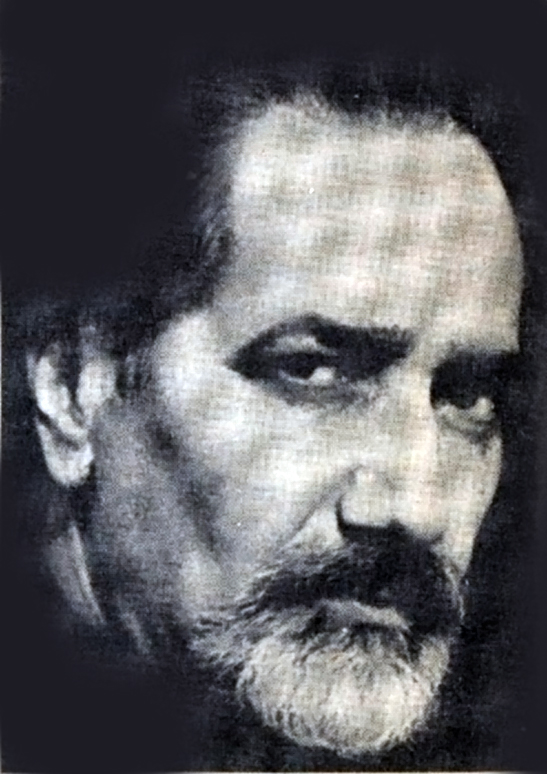
ابوالقاسم انجوی شیرازی

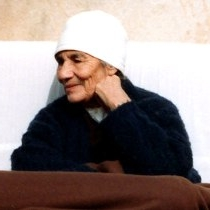
ملک‌جان نعمتی

احمد زیرک‌زاده

- ۴ تیر - غیرت بستکی، شاعر (زاده ۱۳۰۱)
- ۲۳ تیر - عبدالهادی حائری، تاریخنگار و روزنامه نویس (زاده ۱۳۱۴)
- ۲۴ تیر - ملک‌جان نعمتی، شاعر (زاده ۱۲۸۵)

مرداد
- مرداد - علی آزاد، بازیگر (زاده ۱۳۱۱)
- ۱ مرداد - پرویز خطیبی، روزنامه‌نگار، طنزنویس و کارگردان (زاده ۱۳۰۲)
- ۹ مرداد - هادی اسلامی، بازیگر (زاده ۱۳۱۸)
- ۲۰ مرداد - احمد رائض، نقاش و مینیاتوریست (زاده ۱۲۹۸)
- ۲۵ مرداد - سید عبدالاعلی سبزواری، فقیه و رئیس حوزه علمیه نجف (زاده ۱۲۸۹)

شهریور
- ۱ شهریور - پرویز نارنجی‌ها، دوبلور (زاده ۱۳۱۸)
- ۳ شهریور - احمد زیرک‌زاده، عوض جبهه ملی ایران و از پایه‌گذاران حزب ایران (زاده ۱۲۸۶)
- ۲۵ شهریور - ابوالقاسم انجوی شیرازی، پژوهشگر و نویسنده (زاده ۱۳۰۰)

### پاییز
مهر

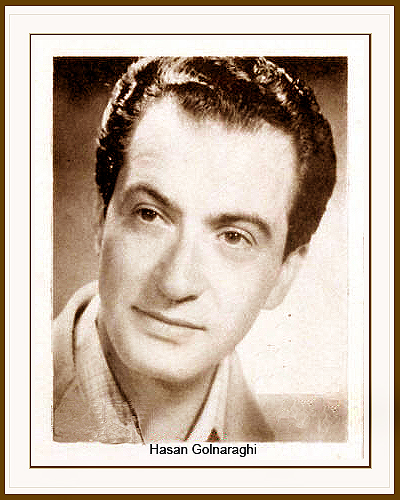
حسن گل‌نراقی

حسین کریمان

- مهر - حسین خراسانی، نویسنده (زاده ۱۳۰۰)
- مهر - حسن گل‌نراقی، خواننده (زاده ۱۳۰۰)
- ۱۸ مهر - محمد آقاتی، قاری قرآن و مؤذن (زاده ۱۳۰۴)
- ۲۰ مهر - داوود نوروزی، سردبیر نشریه سوگند (زاده ۱۳۰۳)

آبان
- ۲۲ آبان - حسین پیرنیا، اقتصاددان (زاده ۱۲۹۲)
- ۲۷ آبان - محمدخان ضرابی، بازیگر (زاده ۱۲۸۵)

آذر
- ۱۶ آذر - جواد معروفی، آهنگساز و نوازنده پیانو (زاده ۱۲۹۱)
- ۱۸ آذر -  محمد رضا گلپایگانی مرجع تقلید جهان تشییع (زاده ۱۲۷۸)
- ۲۰ آذر - حسین کریمان، نویسنده، ادیب، مورخ و جغرافیدان (زاده ۱۲۹۲)

### زمستان
دی

هما دارابی

- دی - ادوارد ژوزف، نویسنده، مترجم، مولوی‌شناس و عتیقه‌شناس آشوری ایرانی (زاده ۱۲۸۲)
- بهمن
- بهمن - ابوالفضل قاسمی، سیاستمدار و رئیس کتابخانه دانشگاه تهران (زاده ۱۳۰۰)
- بهمن - شاپور نیاکان، موسیقیدان (زاده ۱۳۰۵)
- ۲۴ بهمن - مصطفی سلیمی، هشتمین رئیس فدراسیون فوتبال ایران (زاده ۱۲۸۲)

اسفند
- ۱ اسفند - ابراهیم فخار، بازیگر (زاده ۱۳۰۴)
- ۲ اسفند - هما دارابی، پزشک و در اعتراض به حجاب اجباری در میدان تجریش تهران اقدام به خودسوزی کرد (زاده ۱۳۱۸)
- ۲۶ اسفند - تهمینه اردکانی، کارگردان (زاده ۱۳۳۹)